# Panathénaje

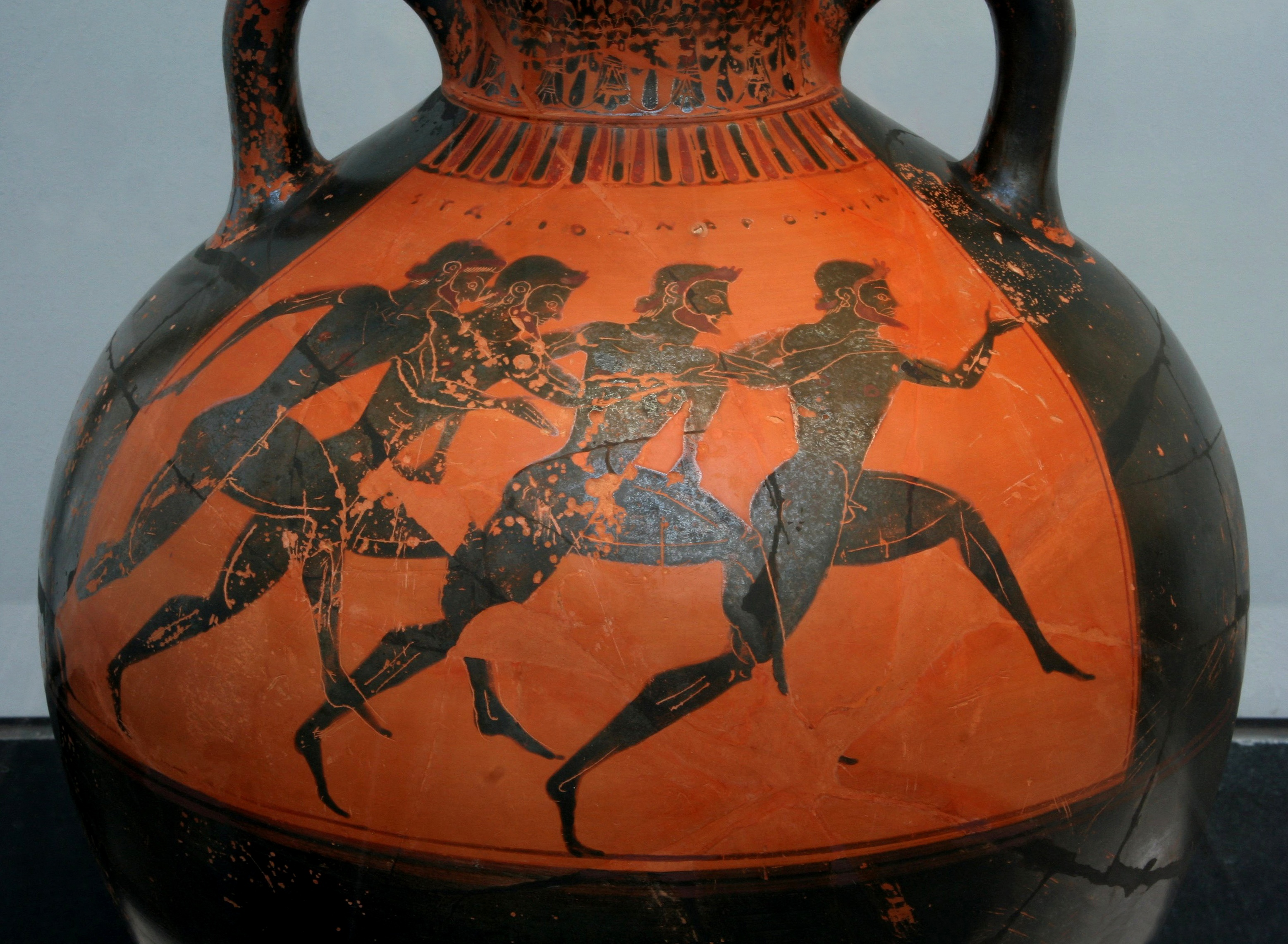
Běžci na černofigurové panathénajské váze - kolem roku 530 př. n. l.

Panathénaje, řecky Panathénaie jsou ve starověkém Řecku velké athénské svátky na počest bohyně Athény. Podle dostupných pramenů je k poctě bohyně Pallas Athény, patronky města, zavedl Théseus, syn athénského krále Aigea. Znovu je obnovil athénský tyran Peisistratos roku 566 př. n. l.

## Velké Panathénaje

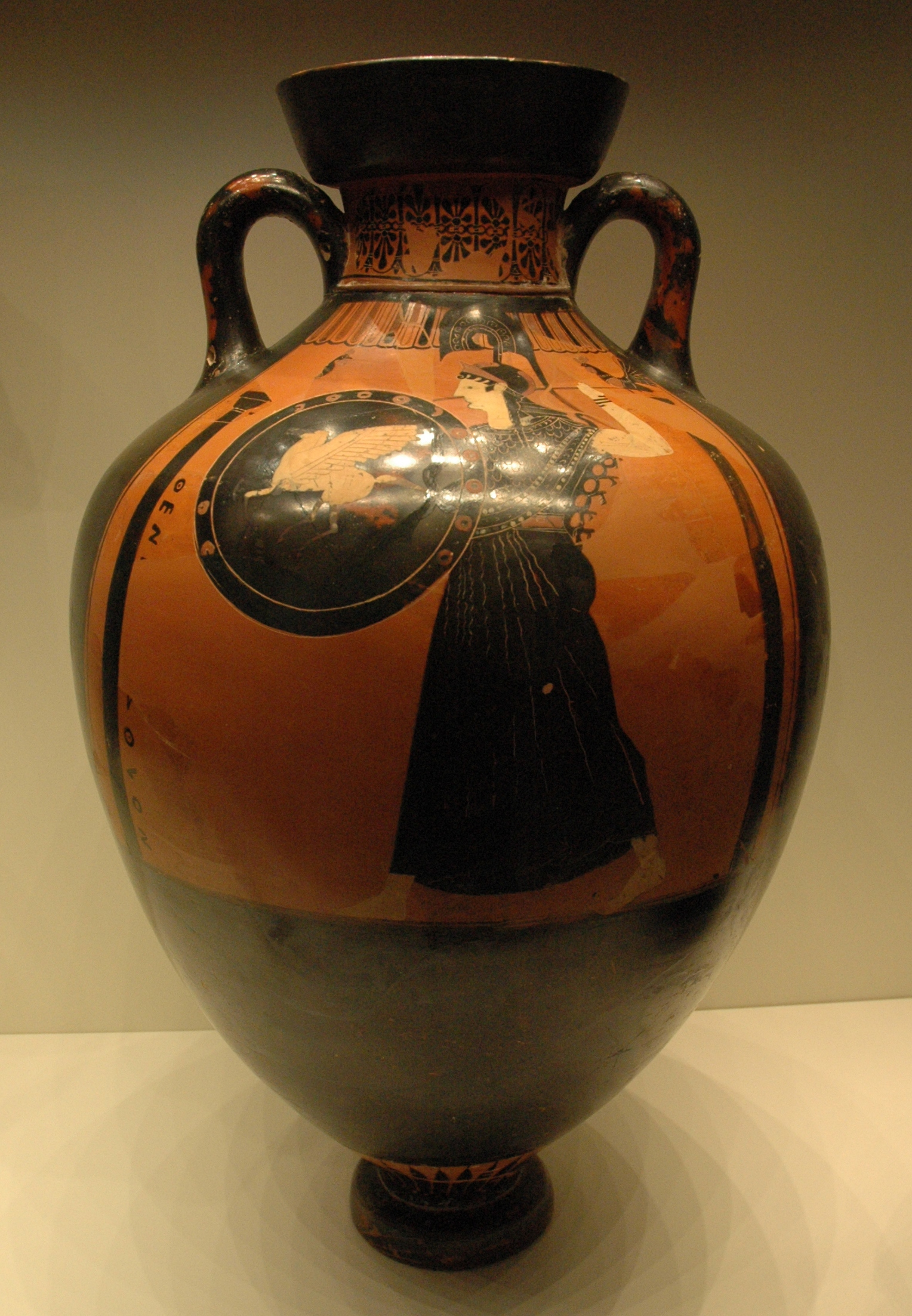
Panathénajská amfora s bohyní Athénou - malíř Kleofradés, 490 př. n. l. - 480 př. n. l.

Velké Panathénaje (řecky Panathénaia ta megala) se konaly ve třetím roce každé olympiády, trvaly 6 až 9 dní v měsíc hekatombaiónu, což je červenec/srpen. Program byl pestrý, zaměřený na prokázání všestranných tělesných i duševních zdatností. K poctě bohyně Athény byly konány agóny (závody, zápasy, soutěže) múzické, zpěvné, recitační a všechny druhy sportovních klání jako gymnická cvičení, hippické závody (řecky hippikos agón, jízdní závod), závody triér (válečných lodic s třemi řadami veslařů) či pyrrhiché soutěže (řecký válečný tanec se zbraněmi za zpěvu bojových písní, který předváděli efébové, „právě dospělí jinoši“). Závody byly v předvečer zahajovány lampadédromií, pochodňovým během.
Zvláštností byla soutěž mezi rodovými fýlami (rodové kmeny žijící pohromadě na určitém území tvořící samosprávnou jednotku), kdy každá předváděla své nejkrásnější a nejstatečnější muže, kteří představovali ideál kalokagathie (spojení tělesné krásy a duševní ušlechtilosti v harmonické jednotě).
Odměny pro vítěze byly vzácné – zlatý věnec, trojnožka nebo bohatě zdobená tzv. panathénajská amfora plná nejlepšího olivového oleje. Vyvrcholením byl slavnostní průvod všech občanů, který vyšel od dipylské brány a přes celé město až na akropolis. V něm na lodi na kolečkách byl vezen nový slavnostní peplos (řecky πέπλος, bohatě zdobené roucho utkané vybranými athénskými dívkami, tzv. ergastinai) pro sochu bohyně Athény v Parthenónu. Slavnost byla ukončena hekatombou (oběť velkého rozsahu, původně i sta volů) a pohoštěním.

## Malé Panathénaje
Malé Panathénaje (řecky Panathénaia ta míkra) se konaly v ostatních letech olympiády v délce dvou dnů. Byly méně okázalé a skromnější.

## Odraz v umění

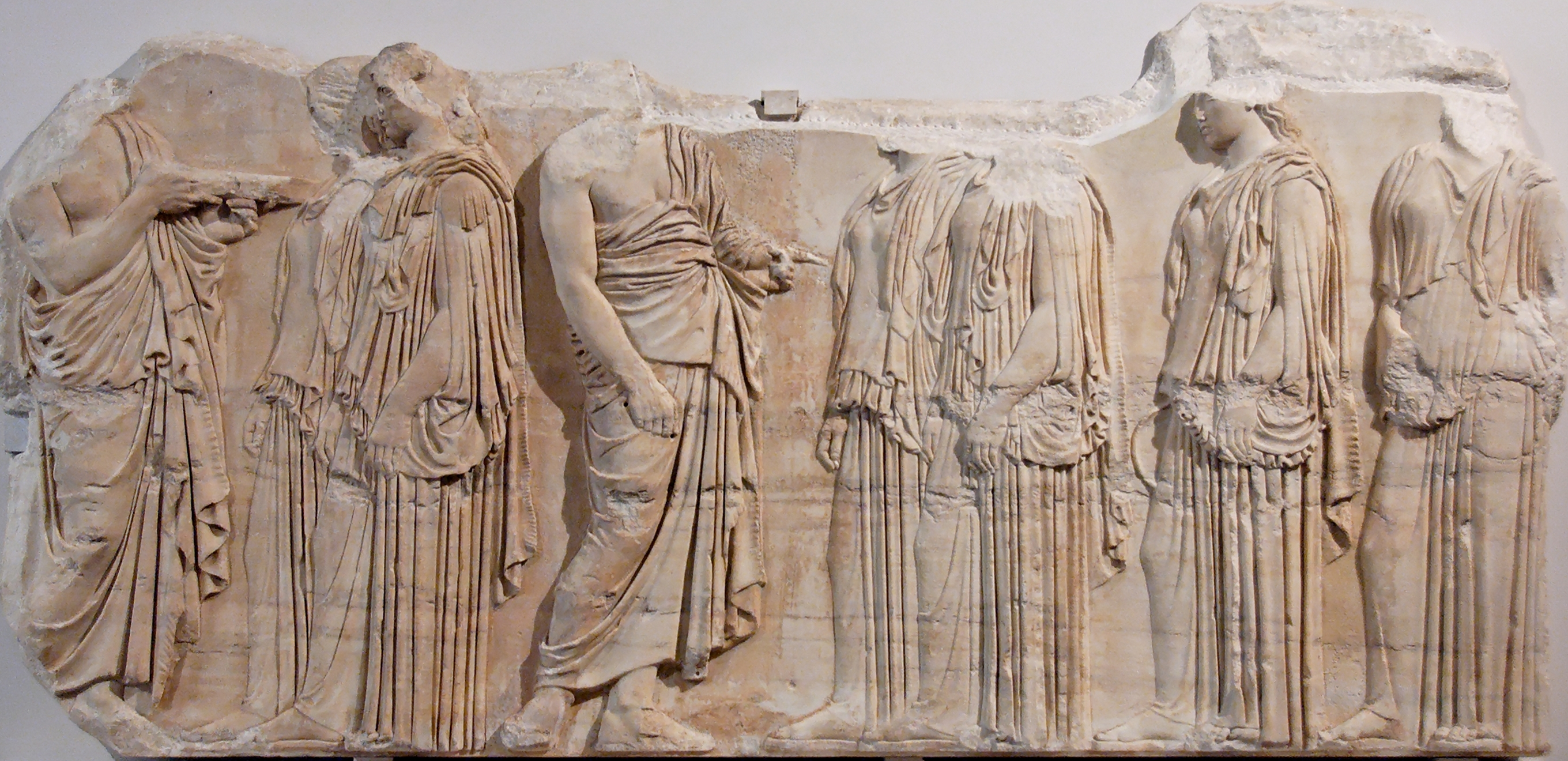
Východní část parthenónského vlysu se tkadlenami peplu, pentelský mramor, 445 – 435 př. n. l.

- Sochař Feidiás zobrazil panathénajský průvod na vlysu parthenónské celly.